# Sarah Beck
Sarah Beck (* 2. November 1992 in Grünwald) ist eine deutsche Filmschauspielerin.

## Leben
Sarah Beck ist die Tochter von Rufus Beck und die Schwester von Jonathan Beck und Stiefschwester von Natalie Spinell. Sie spielt Klavier und betätigt sich sportlich beim Tauchen, Segeln, Ski Alpin, Fußball und Klettern. Mit sieben Jahren spielte sie mit ihrem Vater zusammen im Kurzfilm Das letzte Hemd.
Sie studiert Publizistik- und Kommunikationswissenschaften in Wien.

## Filmografie (Auswahl)
Kino
- 2003: Die Wilden Kerle – Alles ist gut, solange du wild bist!
- 2005: Es ist ein Elch entsprungen
- 2009: Summertime Blues

Fernsehen
- 1997: Fürs Vaterland erschossen (Le pantalon)
- 2001: Das letzte Hemd
- 2005: Siska (Folge: Verlorener Sohn)
- 2005: Damals warst Du still
- 2007: Der Staatsanwalt (Folge: Heiliger Zorn)
- 2007: Geküsst
- 2007: Forsthaus Falkenau (Folge: Verbockt)
- 2008: Tatort: Häschen in der Grube
- 2010: Der Bergdoktor (Folge: Gemischte Gefühle)
- 2011: Dahoam is Dahoam (5 Episoden)
- 2011: Inga Lindström (Folge: Der Tag am See)
- 2011: Rosamunde Pilcher (Folge: Englischer Wein)
- 2013: München 7 (Folge: Der Mann im dunklen Anzug)
- 2021: Kanzlei Berger (Folge: Die Ohrfeige)
- 2021: Watzmann ermittelt (Folge: Viva la Musica)
- 2023: Lena Lorenz (Folgen: Schicksalsschlag, Krank vor Sorge)

## Auszeichnungen
- 2006: Der weiße Elefant als beste Kinderdarstellerin 2005 für die Rolle der Kiki Wagner in Es ist ein Elch entsprungen.[2]